# T. J. Shorts
Pour les articles homonymes, voir T.J. et Shorts.
Timothy Neocartes "T. J." Shorts II, né le 15 octobre 1997 à Irvine, en Californie, est un joueur américain de basket-ball évoluant au poste de meneur pour le Panathinaïkos.
Il obtient également la nationalité macédonienne en 2022.

## Biographie

### Carrière universitaire
Entre 2015 et 2017, il joue au Saddleback College (en).
Entre 2017 et 2019, il joue pour les Aggies de l'UC Davis à l'université de Californie à Davis.

### Carrière professionnelle

#### BK Ventspils (2019-2020)
Le 20 juin 2019, automatiquement éligible à la draft 2019 de la NBA, il n'est pas sélectionné.
Le 25 octobre 2019, il signe son premier contrat professionnel avec l'équipe lettone du BK Ventspils.

#### Hamburg Towers (2020-2021)
Le 30 juillet 2020, il signe avec l'équipe allemande des Hamburg Towers.

#### Crailsheim Merlins (2021-2022)
Le 28 juillet 2021, il signe avec l'équipe allemande des Crailsheim Merlins (en).

#### Telekom Baskets Bonn (2022-2023)
Le 22 juin 2022, il signe avec l'équipe allemande du Telekom Baskets Bonn.
Le 4 mai 2023, il est nommé MVP du championnat allemand et Bonn termine premier de la saison régulière.
Le 13 mai 2023, il est nommé MVP de la ligue des champions 2022-2023 en ayant conduit son équipe au premier Final Four de son histoire.
Le 14 mai 2023, Bonn remporte la ligue des champions 2022-2023, son premier trophée en battant l'Hapoël Jérusalem dans un match où Shorts termine meilleur marqueur avec 29 points. Après le match, il est nommé MVP du Final Four, son troisième trophée de MVP de la saison.

#### Paris Basketball (2023-2025)
Le 2 août 2023, il signe un contrat avec l'équipe française du Paris Basketball y retrouvant donc son entraîneur à Bonn Tuomas Iisalo et la plupart de ses coéquipiers à Bonn. Dès la première saison, il participe en tant que leader à l'ascension éclair du club dans le basket-ball français (vainqueur de la Leader's Cup et finaliste de la Betclic Elite) et européen en remportant l'EuroCoupe après un parcours remarquable (22 victoires en 23 matchs). Il est élu MVP des trois compétitions. 
En 2024-2025, sous la houlette du nouvel entraîneur Tiago Splitter et dans la nouvelle Adidas Arena inaugurée en février 2024, il prend une part prépondérante au succès grandissant du Paris Basketball, révélation de la phase aller de l'Euroligue (première place après 13 matchs et une série de 10 victoires d'affilée), ou il atteint les quarts de finales. En France, il remporte un second titre de MVP de Betclic Elite, et mène Paris à son premier titre de champion de France, en étant désigné MVP des finales.

#### Panathinaïkos (depuis 2025)
Le 26 juin 2025, son départ du Paris Basket et son arrivée au Panathinaïkos sont annoncés.

## Palmarès

### Universitaire
- Big West joueur de l'année en 2018
- First-team All-Big West en 2018
- Big West Newcomer of the Year en 2018

### En club
Telekom Baskets Bonn :

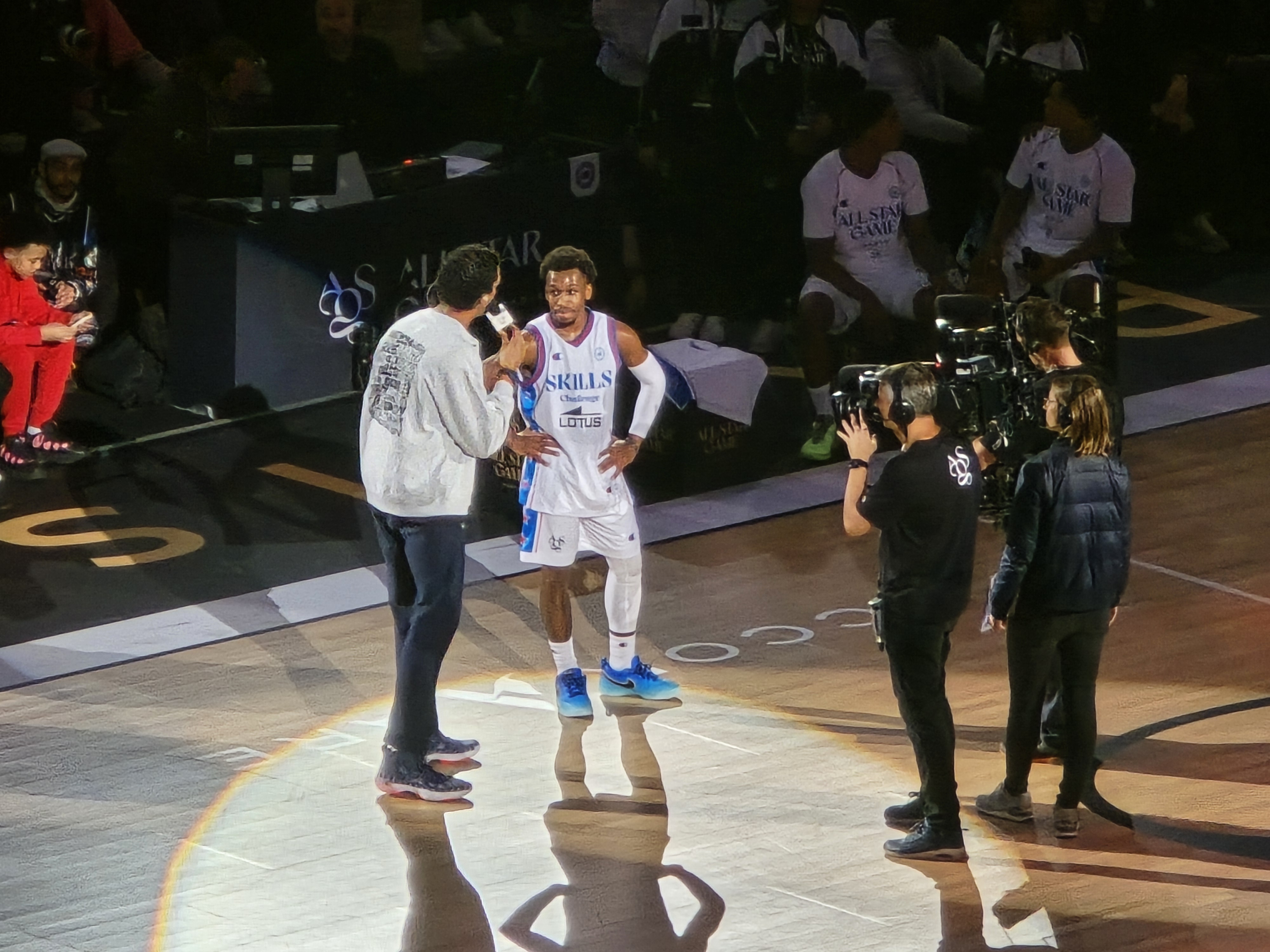
T. J. Shorts lors du All-Star Game LNB 2024.

- Vainqueur de la Ligue des champions 2023

 Paris Basketball :
- Vainqueur de la Leaders Cup 2024
- Vainqueur de l'EuroCoupe 2024
- Vainqueur de la Coupe de France 2025
- Vainqueur du Championnat de France 2025

### Distinctions personnelles
- MVP de la Ligue des champions en 2023
- MVP du final four de la ligue des champions en 2023
- MVP du championnat d'Allemagne en 2023
- MVP de la Leaders Cup 2024[14]
- MVP de l'EuroCoupe 2024[15]
- MVP de la finale de l'EuroCoupe 2024
- MVP du Championnat de France 2023-2024
- MVP du Championnat de France 2024-2025
- MVP des finales du Championnat de France 2025
- Meilleur marqueur de la Coupe d'Europe FIBA 2021-2022
- Meilleur marqueur du championnat d'Allemagne en 2022
- Meilleur marqueur du championnat de France 2023-2024
- Meilleur passeur du championnat de France 2024-2025
- Nommé dans le deuxième meilleur cinq majeur du championnat d'Allemagne en 2022
- Nommé dans le meilleur cinq majeur de la Ligue des champions en 2023
- Nommé dans le meilleur cinq majeur du championnat d'Allemagne en 2023
- Nommé dans le meilleur cinq majeur du championnat de France en 2024 & 2025
- Nommé dans le meilleur cinq majeur de l'Euroligue 2024-2025
- Meilleur joueur du mois de novembre 2024 en Euroligue[16]
- Sélectionné pour le All-Star Game LNB 2023 et 2024

## Statistiques

### Universitaires
Les statistiques de T. J. Shorts en matchs universitaires sont les suivantes :
| Saison    | Équipe          | Matchs | Titul. | Min./m | % Tir | % 3pts | % LF | Rbds/m. | Pass/m. | Int/m. | Ctr/m. | Pts/m. |
| --------- | --------------- | ------ | ------ | ------ | ----- | ------ | ---- | ------- | ------- | ------ | ------ | ------ |
| 2015-2016 | Saddleback (en) | -      | -      | -      | -     | -      | -    | -       | -       | -      | -      | -      |
| 2016-2017 | Saddleback      | -      | -      | -      | -     | -      | -    | -       | -       | -      | -      | -      |
| 2017-2018 | UC Davis        | 33     | 33     | 31,6   | 51,9  | 34,5   | 74,5 | 3,73    | 4,33    | 1,91   | 0,21   | 14,85  |
| 2018-2019 | UC Davis        | 29     | 26     | 33,1   | 49,7  | 27,9   | 71,8 | 4,72    | 4,34    | 1,59   | 0,21   | 15,17  |
| Carrière  | Carrière        | 62     | 59     | 32,3   | 50,8  | 30,6   | 73,4 | 4,19    | 4,34    | 1,76   | 0,21   | 15,00  |